# Indelibly Stamped
《Indelibly Stamped》는 1971년 6월 25일에 발매된 영국의 록 밴드 슈퍼트램프의 두 번째 스튜디오 음반이다. 이 곡은 좀 더 직설적인 록 사운드로 극적인 방향 변화를 보여주었고, 밴드 자신의 라이너 노트를 인정함으로써, 〈Travelled〉는 그들의 데뷔 음반과 유사한 유일한 곡이다. 그들의 데뷔와 마찬가지로, 이 음반은 발매와 동시에 상업적으로 실패했지만, 이후 수십 년 동안 프랑스와 캐나다에서 골드를 기록했다. 오리지널 버전은 컬러 게이트 폴드 커버와 밴드 이름과 음반 제목에 대한 다른 텍스트를 가지고 있다. 커버 아트에는 상반신이 없는 여성의 몸통과 팔이 문신으로 새겨져 있다. 이 음반은 1971년 미국에서 발매된 첫 번째 슈퍼트램프 음반으로, 커버는 컬러였지만 A&M은 젖꼭지 위에 두 개의 금색 별을 붙였다. 이 음반은 호주의 많은 음반 가게에서 금지되었고, 다른 음반 가게들은 갈색 종이 소매 안에 각각의 복사본을 판매했다.

## 커버 아트
커버에는 상반신을 드러낸 여성의 몸통과 팔이 문신으로 새겨져 있다. 《타투 뉴스》에 기고한 폴 세이스에 따르면 모델은 1960년대 레스쿠세 타투 스튜디오에서 광범위하게 문신을 한 마리온 홀리어였다. 음반 발매 직후 《피플》에 실린 기사에서도 홀리어가 모델로 지목되며, 이 일로 45파운드(2021년 700파운드)를 받았다고 언급했다.

## 평가
| 전문가 평가                   | 전문가 평가 |
| 평가 점수                     | 평가 점수   |
| 출처                          | 점수        |
| ----------------------------- | ----------- |
| AllMusic                      | [ 5 ]       |
| Encyclopedia of Popular Music | [ 6 ]       |
| The Rolling Stone Album Guide | [ 7 ]       |

올뮤직의 스티븐 토마스 얼와인은 그의 짧은 회고록에서 이 음반이 그들의 데뷔보다 더 발전된 것이라고 말했지만, 여전히 긴 악기 섹션에 너무 빠져있다.

## 곡 목록
모든 곡들은 특별한 언급이 없는 한 릭 데이비스와 로저 호지슨에 의해 작사/작곡하였고, 언급하지 않는 한 모든 리드 보컬은 릭 데이비스이다.
| #  | 제목                             | 작사·작곡           | 리드 보컬 | 재생 시간 |
| -- | -------------------------------- | ------------------- | --------- | --------- |
| 1. | 〈Your Poppa Don't Mind〉        |                     |           | 2:58      |
| 2. | 〈Travelled〉                    |                     | 호지슨    | 4:15      |
| 3. | 〈Rosie Had Everything Planned〉 | 호지슨, 프랭크 패럴 | 호지슨    | 2:58      |
| 4. | 〈Remember〉                     |                     |           | 4:00      |
| 5. | 〈Forever〉                      |                     |           | 5:05      |

| #   | 제목                       | 리드 보컬     | 재생 시간 |
| --- | -------------------------- | ------------- | --------- |
| 6.  | 〈Potter〉                 | 데이브 윈스롭 | 2:23      |
| 7.  | 〈Coming Home to See You〉 |               | 4:39      |
| 8.  | 〈Times Have Changed〉     |               | 3:42      |
| 9.  | 〈Friend in Need〉         |               | 2:08      |
| 10. | 〈Aries〉                  | 호지슨        | 7:25      |

## 인증
| 국가                                                  | 인증 | 판매량/출하량 |
| ----------------------------------------------------- | ---- | ------------- |
| 캐나다 (뮤직 캐나다)                                  | 골드 | 50,000^       |
| 프랑스 (SNEP)                                         | 골드 | 100,000*      |
| *판매량을 기반으로 한 인증 ^출하량을 기반으로 한 인증 |      |               |